# سوبر ماريو سترايكرز
سوبر ماريو سترايكرز (بالإنجليزية: Super Mario Strikers؛ نقحرة دقيقة: سوپَر ماريو سترياكرز؛ اسم مختصر: ستاريكرز) المعروفة باسم ماريو سماش فوتبوبل (بالإنجليزية: Mario Smash Football) في أوروبا وأستراليا، هي لعبة كرة قدم خمسة ضد خمسة طوَّرتها نيكست ليفل غيمز لجهاز نينتندو غيم كيوب. أصدرت اللعبة في أوروبا وأمريكا الشمالية أواخر عام 2005، وفي اليابان وأستراليا عام 2006. طوِّرَت تكملة الللعبة، المدعوَّة ماريو سترايكرز تشانجد، بواسطة نيكست ليفل غيمز وتعمل على وي. كان مطورو اللعبة قد عملوا على إن إيتش أل هيتس پرو (بالإنجليزية: NHL Hitz Pro) قبل تطوير سترايكرز، والتي مارست تأثيراً على سرعة وتيرة وطبيعة اللعبة الفيزيائية. كانت هذه أيضًا آخر لعبة ماريو يتم إصدارها على غيم كيوب.
سترايكرز هي لعبة رياضية تضم شخصيات وموضوعات من علامة ماريو التجارية. تضم اللعبة الجوانب والأهداف الأساسية لمباراة كرة القدم، على الرغم من عدم وجود حكام ويمكن للشخصيات أن تدفع الآخرين بشكل شرعي للاستحواذ على الكرة. كما هو الحال في الألعاب الأخرى مثل ماريو باور تنس، يمكن للاعب استخدام عناصر شبيهة بماريو مثل الموز والأصداف الحمراء لإعاقة المنافس واكتساب الأفضلية. يمكن لقائد كل فريق استخدام «الضربات الخارقة» التي، إذا تم توقيتها بدقة، ستؤدي إلى تسجيل نقطتين لفريق المهاجم. يتألف كل فريق من حارس مرمى، وشخصية ماريو (قائد)، وثلاثة من شخصيات ماريو الثانوية المعروفة باسم «سايد كيك» (الرفيق).
تلقت اللعبة «تقييمات إيجابية بشكل عام» وفقًا لمجمع مراجعة ألعاب الفيديو ميتاكريتيك. بشكل عام، أشاد المراجعون بسهولة وتعددية اللاعبين في أسلوب لعب سترايكرز، لكنهم انتقدوا عدم وجود أوضاع اللعب وعروض اللاعب الفردي.

## اللعب
سوبر ماريو سترايكرز هي لعبة فيديو كرة قدم من خمسة لاعبين تضم شخصيات وموضوعات من سلسلة ألعاب ماريو. ويتكون كل فريق من شخصية قائد من سلسلة ماريو وثلاث شخصيات ثانوية من ماريو كذالك تُعرف باسم «الرفيق». شخصية كريتر هي التي تلعب دور حارس المرمى لجميع الفرق باستثناء الفريق الخارق، والذي يتألف من أربعة روبوتات كابتن وروبوت كريتر. ويتمتع كل من الرفقاء والقادة بسمات لعب مختلفة مع توفر أنواع اللعب المتوازن والدفاعي والهجومي. ويتبع المهاجمون طريقة اللعب الأساسية الموجودة في معظم ألعاب فيديو كرة القدم، بما في ذلك القدرة على الاندفاع والتعامل مع اللاعبين وتسديد الكرة. وعلى الرغم من ذلك، يمكن للشخصيات التي لا تستطيع أن تتحكم فيها أن تضرب الخصوم بشكل شرعي بالكرة أو بدونها، مما يؤدي إلى أسلوب لعب يشبه كرة قدم الشوارع. وتحتوي اللعبة أيضًا على تمريرات وتسديدات مثالية، والتي يتم تشغيلها بالتتابع إذا تم تنفيذ كل من التمريرة والتسديدة بالقرب من مرمى الخصم. وأقوى تسديدة ممكنة هي الضربة الخارقة، والتي لا يمكن أن يقوم بها إلا القائد وستحسب نقطتين إذا سجلت. فبمجرد الشحن، يجب على اللاعب الضغط على زر الوقت بدقة على مقياس مرئي لإطلاق تسديدة ناجحة على هدف، مما ينتج عنه رسم متحرك خاص بالشخصية.
كما هو الحال في ألعاب ماريو الرياضية الأخرى مثل ماريو باور تنس، يمكن للاعب استخدام عناصر مثل الموز والأصداف الحمراء وما إلى ذلك لإعاقة الخصم. ويمكن لبعض للقوة الٳضافية أن تساعد المستخدم من خلال منحه مناعة مؤقتة بينما يقوم الآخرون بشل حركة الخصم وإعاقته، ويحصل ماريو دائمًا على أفضل قوشة من الجميع. ويمكن للاعب أيضًا دفع الخصوم إلى حواجز كهربائية، والتي يمكن أن تصعقهم بالكهرباء عندما يلامسونها. وسيظهر الخصم المركزي في عالم ماريو باوزر أحيانًا كشخصية دخيلة على المباراة لعرقلة اللاعبين من كلا الجانبين. وتشمل اللعبة ستة ملاعب، لكل منها حواجز تمنع الكرة من الخروج من اللعب. وتختلف هذه الملاعب من الناحية الجمالية فقط ولا تؤثر على طريقة اللعب، حيث تتميز بأسطح مختلفة مثل العشب والخشب. ويمكن للاعب ضبط إعدادات المطابقة للحد من وقت المباراة أو توسيعه وتحديد ما إذا كان سيتم تضمين ميزات مثل الضربة الخارقة. ومع تقدم اللاعب خلال اللعبة، يمكن إجراء تعديلات إضافية تسمى «الغشاشين»، والتي يمكن أن تجعل حراس المرمى أضعف ومنح عددًا لا نهائيًا من العناصر.
تتضمن سوبر ماريو سترايكرز أوضاع لعب متعددة مثل «مباراة الضغينة»، وهو وضع المباراة الٳفتراضي في اللعبة، سواءاً في الطور الفردي أو متعدد اللاعبين. وتأتي الدورات التدريبية بٳسم «المهاجمين 101»، حيث يمكن للاعب ممارسة الجوانب الفردية مثل الرماية والاندفاع. وتسمح لعبة «معركة الكأس» لما يصل إلى أربعة لاعبين بالمنافسة في البطولات ضد خصوم يتحكم فيهم الذكاء الاصطناعي للتقدم ٳلى الكؤوس الأكثر صعوبة للحصول على المكافآت، بحيث تشير كلمة «الخارق» إلى البطولات ذات التصنيف الأعلى.

## التقييم
| التقييم |                   |
| --- | ----------------- |
| الدرجات الإجمالية المجموع نقاط غيم رانكينغز 76.26% ميتاكريتيك 76/100 نتائج المراجعة نشرة نقاط إلكترونك غيمينغ مونثلي 7/10 يورو غيمر 8/10 فاميتسو (C+A) 32/40 27/40 غيم إنفورمر 6.75/10 غيم برو غيم سبوت 7.2/10 غيم سباي غيم تريلرز 8.7/10 غيم زون 8.2/10 آي جي إن 7.6/10 نينتندو باور 7.5/10 |                   |
| الدرجات الإجمالية |                   |
| المجموع | نقاط              |
| غيم رانكينغز | 76.26%            |
| ميتاكريتيك | 76/100            |
| نتائج المراجعة |                   |
| نشرة | نقاط              |
| إلكترونك غيمينغ مونثلي | 7/10              |
| يورو غيمر | 8/10              |
| فاميتسو | (C+A) 32/40 27/40 |
| غيم إنفورمر | 6.75/10           |
| غيم برو | 5/5 stars         |
| غيم سبوت | 7.2/10            |
| غيم سباي | 4.5/5 stars       |
| غيم تريلرز | 8.7/10            |
| غيم زون | 8.2/10            |
| آي جي إن | 7.6/10            |
| نينتندو باور | 7.5/10            |

تلقت اللعبة مراجعات إيجابية بشكل عام من النقاد، حيث أشاد المراجعون بتوصيف اللعبة وأسلوبها البصري، حيث يذكرنا ذلك بـ كازوتو ناكازواوا. أشاد براين إيكبيرغ من غيم سبوت بإمكانية الوصول إلى اللعبة، مشيرًا إلى أن «تصميم سترايكرز للالتقاط واللعب سيجعلك تلعب مثل الرسوم المتحركة بيلي في وقت قصير جدًا». وبالمثل، رحب النقاد باختيار المطورين للتخلي عن قواعد كرة القدم التقليدية لصالح أسلوب لعب يشبه الممرات. على الرغم من ذلك، اشتكت آي جي إن من مجموعة متنوعة من الأوضاع «ضئيلة بشكل مخيب للآمال»، بالإضافة إلى قائمة الشخصيات الصغيرة الملحوظة وعدم المرونة عند اختيار الفرق. في ملاحظة مماثلة، انتقد يورو غيمر العرض الغامض لسمات الشخصيات، مما يجعل من الصعب تحديد نقاط القوة والضعف لكل منهما.  على الرغم من الاستمتاع بتنوع ملاعب سترايكرز ومظهرها، لاحظت غيم سبوت الاختلافات التجميلية فقط فيما بينها، وانتقدت الافتقار إلى الميزات الجسدية لجعلها أكثر إثارة.
رحب المراجعون بطريقة لعب سترايكرز متعددة اللاعبين على وجه الخصوص، الذين أشادوا بالمطورين لتقديمهم حركة جريئة وسريعة الخطى. وعلى العكس من ذلك، حظيت عروض اللعب الفردي برد أقل حماسة، حيث أشار النقاد إلى اللعب «الممل» والمتكرر. اعتقد موقع غيم سبوت أن بعض الميزات «تم التغلب عليها» في بعض الأجزاء، بما في ذلك التدخلات القوية والقدرة على الاندفاع باستمرار نظرًا لغياب مقياس القدرة على التحمل. على الرغم من ذلك، لاحظت يورو غيمر أنها كانت أعمق مما كان متوقعًا في البداية، بينما أشادت آي جي إن بـ «الضوابط الصارمة» للعبة واستخدام سوبر سترايكرز. تم الترحيب أيضًا بالقدرة على دفع الأعداء إلى الحاجز الكهربائي واستخدام العناصر كوسيلة لجعل اللعبة مسلية أثناء اللعب الدفاعي.
تلقى مرئيات اللعبة ردود فعل متباينة، حيث أبلغ النقاد عن مشاكل عرضية مع معدل إطارات سترايكرز. أثناء الإشادة بنماذج الشخصيات والرسوم المتحركة للأهداف، تحسرت غيم سبوت على عدم وجود «شعور ماريو» عند تقييم القائمة والإعدادات. لاحظت آي جي إن «القوام الباهت وتصميمات الملاعب غير الملهمة وتقريباً بشكل غير مفهوم إطار بطيء في بعض الأحيان»، على الرغم من الاستمتاع بأسلوب فن الشخصيات. تلقى الصوت استجابة متوسطة، حيث أشاد النقاد باستخدام هتافات الشخصيات والجمهور بينما انتقدوا قلة التنوع والتكرار. اعتقد موقع غيم سبوت أن موسيقى القائمة تتمتع «ببعض الذوق الجميل»، على الرغم من الإشارة إلى الأصوات مثل الاحتفال بهدف لويجي الذي، على الرغم من كونه ساحرًا عند سماعه لأول مرة، إلا أنه أصبح مملاً. في اليابان، أعطى فاميتسو اللعبة ثلاث سبع نقاط وستة واحدة ليصبح المجموع 27 من 40 ؛ من ناحية أخرى، منحها فاميتسو Cube + Advance درجة تسعة وثمانين وسبعة، ليصبح المجموع 32 من 40.
لم تمنح جميع المنشورات غير المتعلقة بألعاب الفيديو نفس الثناء على اللعبة. قامت كومون سيسنس ميديا بإعطائها خمس نجوم ووصفتها بأنها «لعبة مثالية لمجموعة من المراهقين للعبها لأنها أحمق وسريعة الإيقاع ومتعة فقط.» ومع ذلك، أعطى مكسيم درجة سبعة من رقم 10 وذكر أنه «مع إجراء مباريات خمسة ضد خمسة في ملاعب صغيرة مع عناصر تحكم أساسية حقًا، فإن سترايكرز هي كرة قدم بأسلوب الممرات الكلاسيكية، لكن اللعبة تحصل على ركلة إضافية من عمليات رفع الطاقة وهجمات باوزر العشوائية و Telemundo مذيع بنمط.» أعطته سيدني مورنينغ هيرالد درجة مماثلة من ثلاثة نجوم ونصف من أصل خمسة ووصفته بأنه«محبوب على الفور».

### الجوائز والمبيعات
في تغطية غيم سبوت E3 2005، مُنحت هذه اللعبة جائزة «أفضل لعبة رياضية»، وتم ترشيحها للمرحلة النهائية «أفضل لعبة عرض». حصلت على جوائز غيم سبوت «لعبة السنة 2005» عن «أفضل لعبة رياضية لغيم كيوب»، «أفضل لعبة غيم كيوبمتعددة اللاعبين»، واحتلت المرتبة الثانية لجميع ألعاب غيم كيوب في عام 2005. كان أحد المرشحين النهائيين لـ «أفضل لعبة رياضية للعام» من قبل أكاديمية الفنون والعلوم التفاعلية لجوائز الإنجاز التفاعلي لعام 2006. باعت سوبر ماريو ستريكرز 950,000 نسخة في أمريكا الشمالية اعتبارًا من 27 ديسمبر 2007. باعت 1.61 مليون نسخة إجمالاً.